# Spliff (groupe)
Spliff est un groupe de new wave allemand. Entre 1977 et 1980, ses membres formaient, avec la chanteuse Nina Hagen, le Nina Hagen Band. Cette collaboration donnera lieu à deux albums.

## Biographie
Herwig Mitteregger, Bernhard Potschka et Manfred Praeker se sont connus dans le groupe de rock politique Lokomotive Kreuzberg. Reinhold Heil, alors actif dans la formation de jazz Bakmak, et Nina Hagen, ils forment le groupe Nina Hagen Band en 1977, et sortent deux albums sous ce nom.
Après la séparation de Nina Hagen Band, les quatre musiciens forment, à la suggestion du manager Günther Rocket, avec le chanteur Alf Klimek (Klimax), le DJ américano-allemand Rik de Lisle et les chanteurs Lisa Bialac et Lyma Russel l'opéra rock Spliff. Il est formé en direct le 2 mai 1980 à Berlin. L'album homonyme, en anglais, est interprété à Paris, Zurich, Amsterdam, Stockholm et Londres et publié en 1980 par CBS Records. Bien que la couverture n'identifie pas explicitement Spliff comme un nom de groupe, mais simplement comme faisant partie du nom de l'album, les notes de pochette montrent Spliff are avec les quatre membres du groupe qui y sont mentionnés ; Alf Klimek apparaît en « vedette », tandis que Lyma Russel, Lisa Bialac et Rik De Lisle sont en featuring. Dans ce contexte, les membres ne voulaient pas répéter les mêmes erreurs que leur précédent groupe.
Le groupe finit par se séparer en 1985.

## Membres
- Herwig Mitteregger
- Reinhold Heil
- Manfred Praeker
- Bernhard Potschka
- Alf Klimek
- Lisa Bialac

## Discographie
- Nina Hagen Band (album) (en tant que Nina Hagen Band)
- Unbehagen (en tant que Nina Hagen Band)
- 1980 : The Spliff Radio Show
- 1982 : 85555
- 1982 : Herzlichen Glückwunsch
- 1984 : Schwarz auf Weiss